# Elaenia fallax
Az Elaenia fallax a madarak osztályának verébalakúak (Passeriformes) rendjébe a királygébicsfélék (Tyrannidae) családjába tartozó faj.

## Rendszerezése
A fajt Philip Lutley Sclater angol ügyvéd és zoológus írta le 1861-ben.

## Alfajai
- Elaenia fallax cherriei Cory, 1895[2]  vagy Elaenia cherriei[1]
- Elaenia fallax fallax P. L. Sclater, 1861[2]

## Előfordulása
Jamaica területén honos. Természetes élőhelyei a szubtrópusi és trópusi síkvidéki és hegyi esőerdők és cserjések. Állandó, nem vonuló faj. Az Elaenia fallax cherriei alfaja esetén a Dominikai Köztársaság és Haiti szigetén is honos.

## Megjelenése
Testhossza 15 centiméter.

## Életmódja
Rovarokkal és gyümölcsökkel táplálkozik.

## Természetvédelmi helyzete
Az elterjedési területe nem nagy, egyedszáma ugyan csökken, de még nem éri el a kritikus szintet. A Természetvédelmi Világszövetség Vörös listáján nem fenyegetett fajként szerepel.

## További információ
- Képek az interneten a fajról
- Xeno-canto.org - a faj hangja és elterjedési területe